# Кокс, Джейден
Джейден Майкл Тбори Кокс (англ. J'den Michael Tbori Cox), род. 3 марта 1995, Колумбия, Миссури) — американский борец вольного стиля, бронзовый призёр Олимпийских игр, чемпион мира 2018 и 2019 годов.

## Биография
Родился в Колумбии, штат Миссури в семье Майка и Кэти Кокс. Начал заниматься борьбой в 4 года, следуя примеру старших братьев, которые в свою очередь взяли пример с дяди, двукратного чемпиона штата по борьбе. Учился в Hickman High School, и во время обучения четыре раза подряд стал чемпионом штата среди школьников, причём все четыре в разных весовых категориях. По окончании школы поступил в Миссурийский университет, на 2016 год является его студентом. За время обучения он выиграл два национальных титула NCAA (2014, 2016) и три чемпионата США по вольной борьбе (All-American). Кроме того, в 2011 году стал чемпионом США среди кадетов по греко-римской борьбе, а в 2012 году чемпионом США среди юниоров по вольной борьбе.
В 2016 году победил на отборочных соревнования в США, предолимпийском квалификационном турнире в Улан-Баторе, и турнире Beat the Streets, был четвёртым на розыгрыше Кубка мира, третьим на Гран-при Германии.
Выступал на Олимпийских играх 2016 года в категории до 86 килограммов. Спортсмены были разделены на 2 группы, из которых определялись два финалиста, разыгрывающие между собой золотую и серебряную награды. Проигравшие финалисту встречались между собой в утешительных встречах, в которых определялись два бронзовых призёра, по одному от каждой группы.
С девятой строкой мирового рейтинга, перед турниром был отнесён United World Wrestling к категории «тёмных лошадок», чему способствовали его победы 2016 года над Алирезой Каримимачиани и особенно над действующим на тот момент олимпийским чемпионом Шарифом Шарифовым.
Джейден Кокс сумел дойти до полуфинала, где уступил Селиму Яшару, как указывается в том числе, из-за того, что не в полной мере был знаком с правилами вольной борьбы (студенческая борьба в США несколько отличается по правилам от вольной). По техническим баллам счёт был 2-2 (первый период закончился со счётом 1-0 в пользу Яшара, второй со счётом 2-1 в пользу Кокса). Кокс, как борец совершивший техническое действие последним, был уверен в своей победе. Но в первом периоде он получил предупреждение, которое как он полагал, носило формальный характер и на результат не влияло. Однако, из-за этого предупреждения победителем был объявлен Яшар. Косвенно, на исход повлияла наследственная глухота Кокса на левое ухо (он начал глохнуть год назад и уже не слышит им на 65 %) — последние 30 секунд встречи ему кричали секунданты, что он проигрывает.
Не обошлась без сюрпризов и встреча за бронзовую медаль. Джейден Кокс из-за полученного во втором периоде предупреждения проигрывал Рейнерису Саласу по последнему техническому действию. За шесть секунд до конца встречи Кокс провёл приём, но он не был оценен. Делегация США заявила протест, и после просмотра видео, Коксу было начислено два балла, что делало его победителем. Кубинская делегация была возмущена судейским решением и Салас покинул ковёр, в знак протеста отказавшись от продолжения встречи.
| Выступление на Олимпийских играх 2016 года | Выступление на Олимпийских играх 2016 года | Выступление на Олимпийских играх 2016 года | Выступление на Олимпийских играх 2016 года | Выступление на Олимпийских играх 2016 года |
| Круг                                       | Соперник                                   | Периоды (технические баллы)                | Периоды (технические баллы)                | Итог (классификационные баллы)             |
| Круг                                       | Соперник                                   | 1                                          | 2                                          | Итог (классификационные баллы)             |
| ------------------------------------------ | ------------------------------------------ | ------------------------------------------ | ------------------------------------------ | ------------------------------------------ |
| Квалификация                               | Пропускал                                  | —                                          | —                                          | —                                          |
| 1/8                                        | Омаргаджи Магомедов Беларусь               | 4(2+2) — 1С                                | 3(1+2) — 1                                 | По очкам 3 — 1                             |
| 1/4                                        | Алиреза Каримимачиани Иран                 | 1 — 1                                      | 4(2+2) — 0                                 | По очкам 3 — 1                             |
| 1/2                                        | Селим Яшар Турция                          | C — 1                                      | 1 — 2(2)                                   | По очкам 1 — 3                             |
| За третье место                            | Рейнерис Салас Куба                        | 1 — С                                      | C2(2) — 1                                  | Отказ от продолжения 5 — 0                 |

Успешным для Кокса стал 2018 год. Весной он победил на Кубке мира в Айове-Сити, в отсутствие сильных команд России и Ирана. На чемпионате мира 2018 года в Будапеште в весовой категории до 92 кг одержал победу во всех своих схватках и завоевал золотую медаль.
В 2019 году впервые выиграл Панамериканский чемпионат в Буэнос-Айресе. На предолимпийском чемпионате планеты в Казахстане в 2019 году в весовой категории до 92 кг Джейден завоевал золотую медаль.
По итогам 2019 года стал обладателем приза Джона Смита, вручаемого лучшему борцу-вольнику года в США.
В 2021 году на чемпионате мира, который проходил в октябре в норвежской столице, стал бронзовым призёром в весовой категории до 92 кг. В полуфинале уступил иранскому борцу Камрану Гасемпуру.
В 2022 году завоевал золотую медаль на Панамериканском чемпионате в Акапулько в весовой категории до 92 кг. На чемпионате мира 2022 года, который проходил в Белграде, стал серебряным призёром в весовой категории до 92 кг, проиграв в финале Камрану Гасемпуру.
19 апреля 2024 года Джейден Кокс проиграл Коллину Муру решением судей со счетом 2:2 на отборочных олимпийских соревнованиях по борьбе в США и оставив свои борцовки на ковре.
Джейден Кокс увлекается игрой на музыкальных инструментах, владеет альтом, скрипкой, бас-гитарой, гитарой и фортепиано.